# Roman Bąk (szachista)
Roman Bąk (ur. 21 lutego 1908, zm. 1 lutego 2003) – polski szachista, działacz i dziennikarz szachowy, sędzia  klasy międzynarodowej. Współzałożyciel Polskiego Związku Szachowego.
W latach 1935–1939 był redaktorem i wydawcą miesięcznika "Nowiny Szachowe". Był autorem Polskiego Kalendarza Szachowego 1939-1940.
W styczniu 1938 na jego wniosek została utworzona  śląska sekcja problemistów.
W latach 1947–1974 pełnił funkcje prezesa Śląskiego Okręgowego Związku Szachowego, a przed wojną był jego wieloletnim wiceprezesem.
Od roku 1961 był Honorowy Członkiem Polskiego Związku Szachowego. W latach 1951–1980 działał w Zarządzie PZSzach na stanowiskach wiceprezesa oraz Członka Komisji Rewizyjnej.
W 1965 otrzymał tytuł sędziego klasy międzynarodowej. W 1974 był zastępcą sędziego głównego szachowej olimpiady w Nicei.
Był poliglotą, biegle znał język niemiecki i francuski, a dobrze rosyjski, włoski i czeski.
W Chorzowie odbywa się Memoriał Romana Bąka.